# (6153) Hershey
(6153) Hershey es un asteroide perteneciente al cinturón de asteroides, región del sistema solar que se encuentra entre las órbitas de Marte y Júpiter, descubierto el 19 de julio de 1990 por Eleanor F. Helin desde el Observatorio del Monte Palomar, Estados Unidos.

## Designación y nombre
Designado provisionalmente como 1990 OB. Fue nombrado Hershey en homenaje a Wesley Lamar Hershey, director de la "Y" en el Instituto de Tecnología de California durante 30 años. Siempre preparado para ayudar a los estudiantes con simpatía y comprensión, su trabajo desde la Y de modo importante de la vida en el campus. Proporcionó un entorno donde la exploración de ideas e inquietudes, controvertidas o no, no solo era aceptable sino alentada. Alentó a los estudiantes a enfrentar los problemas de valores en sus propias vidas y para la sociedad en general.

## Características orbitales
Hershey está situado a una distancia media del Sol de 2,841 ua, pudiendo alejarse hasta 3,636 ua y acercarse hasta 2,046 ua. Su excentricidad es 0,279 y la inclinación orbital 17,37 grados. Emplea 1749,80 días en completar una órbita alrededor del Sol.

## Características físicas
La magnitud absoluta de Hershey es 12,9. Tiene 19,397 km de diámetro y su albedo se estima en 0,03. 